# Leo Harrington
Leo Anthony Harrington (17 de maio de 1946) é um matemático estadunidense.
Harrington obteve um doutorado em 1973, no Instituto de Tecnologia de Massachusetts, orientado por Gerald Sacks, com a tese Contributions to Recursion Theory on Higher Types. É professor da Universidade da Califórnia em Berkeley.
Harrington provou, em 1977, com Jeff Paris a indeterminação de um teorema pertencente à aritmética de Peano. Em 1995, foi Gödel Lecturer (Gödel, Heidegger, and Direct Perception (or, Why I am a Recursion Theorist)).
Em 1978, foi Invited Speaker no Congresso Internacional de Matemáticos em Helsinque (Definability theory).
Dentre seus doutorandos consta Ehud Hrushovski.